# Liste des maires d'Estrablin

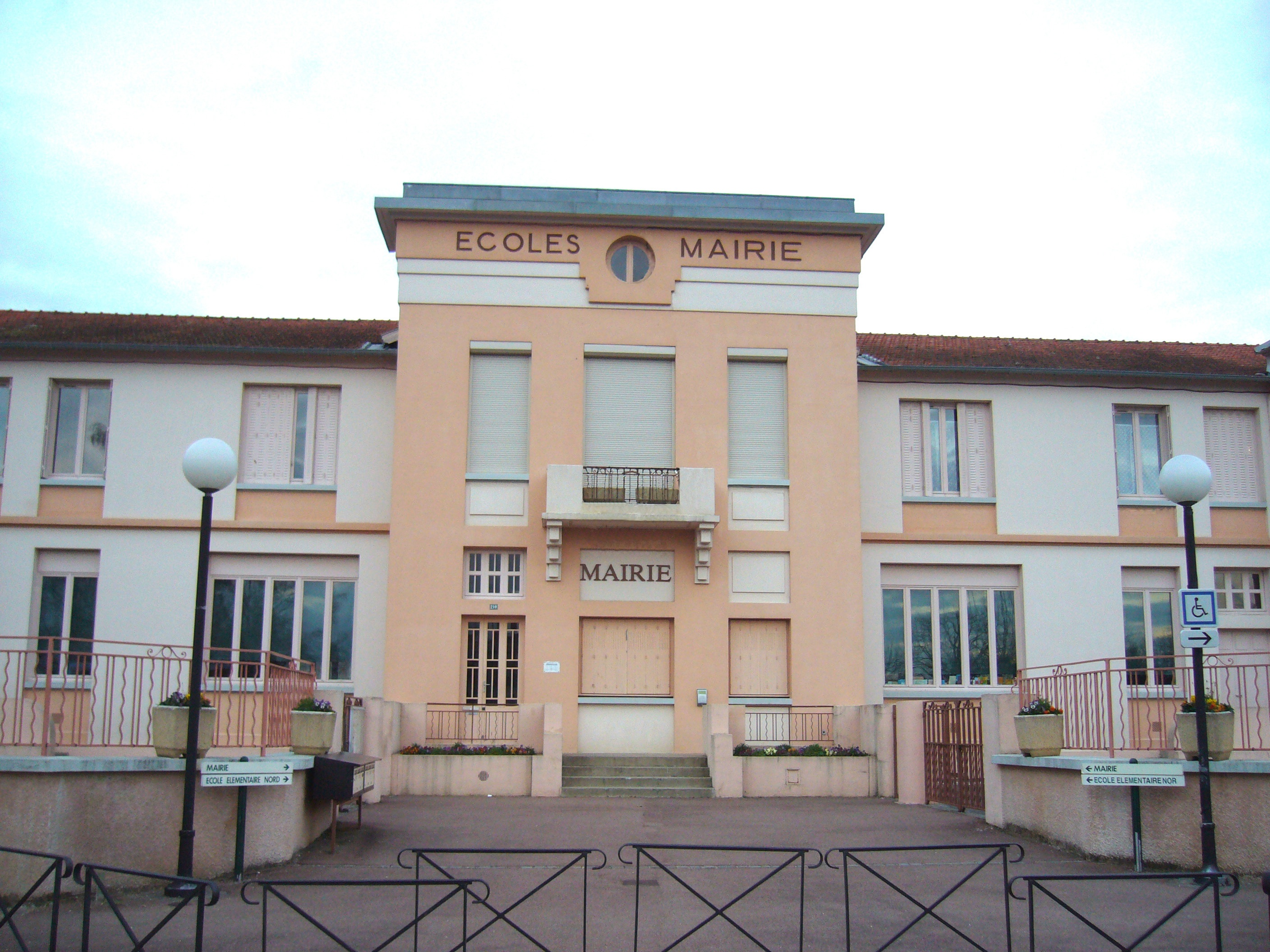
Mairie d'Estrablin

Estrablin est une commune du département de l'Isère. Située à une trentaine de kilomètres de Lyon et à sept kilomètres de Vienne, la commune d'Estrablin est rattachée au canton de Vienne-Sud.

## Lesmairesd'Estrablin

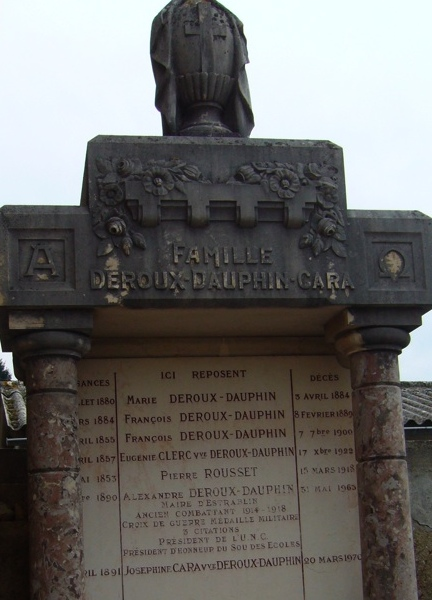
Caveau renfermant la dépouille d'Alexandre Déroux Dauphin, ancien maire d'Estrablin

| Période                                  | Période       | Identité                 | Étiquette       | Qualité                                                                                   |
| ---------------------------------------- | ------------- | ------------------------ | --------------- | ----------------------------------------------------------------------------------------- |
|                                          | 2014-en cours | Denis Peillot            | Sans étiquette  | -                                                                                         |
|                                          | 2014-2020     | Sylvain Laignel          | PS              | -LREM depuis 2015 candidat aux élections sénatoriales sur le liste LREM en 3ieme position |
|                                          | 1977-2014     | Roger Porcheron          | PS              | -                                                                                         |
|                                          | 1963-1977     | Pierre Lacroix           | PS              | -                                                                                         |
|                                          | 1959-1963     | Alexandre Déroux Dauphin | Divers droite - | -                                                                                         |
|                                          | 1953-1959     | Edmond de Martène        | -               | -                                                                                         |
|                                          | 1946-1953     | Alexandre Déroux Dauphin | -               | -                                                                                         |
|                                          | 1945-1946     | Louis Perroud            | -               | -                                                                                         |
|                                          | 1944-1945     | Albert Badin             | -               | -                                                                                         |
|                                          | 1934-1944     | Pierre Mondon            | -               | -                                                                                         |
|                                          | 1925-1934     | Louis Moussier           | -               | -                                                                                         |
|                                          | 1901-1925     | Auguste Ronjat           | -               | Propriétaire au Bessay                                                                    |
|                                          | 1900-1901     | Adrien Bruyère           | -               | -                                                                                         |
|                                          | 1894-1900     | Léon de Fleurieu         | -               | -                                                                                         |
|                                          | 1893-1894     | Louis Servonat-Tuillier  | -               | Conseiller général de l'Isère                                                             |
|                                          | 1889-1893     | Jean Pierre Mayoud       | -               | Auteur d'Estrablin et ses environs (1883)                                                 |
|                                          | 1884-1888     | Henri Servonat-Tuillier  | -               | -                                                                                         |
|                                          | 1879-1884     | Barthélemy Poyet         | -               | -                                                                                         |
|                                          | 1874-1879     | Léon comte de Fleurieu   | -               | -                                                                                         |
|                                          | 1870-1874     | Henri Servonat-Tuillier  | -               | -                                                                                         |
|                                          | 1870-1870     | Blaise Mabilon           | -               | -                                                                                         |
|                                          | 1853-1870     | François Mayoud          | -               | Petit-fils du premier maire                                                               |
|                                          | 1846-1853     | Denis Crapon fils        | -               | Fils du précédent maire                                                                   |
|                                          | 1844-1846     | Denis Crapon             | -               | -                                                                                         |
|                                          | 1841-1844     | Jean Baptiste Tuillier   | -               | -                                                                                         |
|                                          | 1831-1841     | Denis Crapon             | -               | -                                                                                         |
|                                          | 1815-1831     | François Lombard         | -               | -                                                                                         |
|                                          | 1798-1815     | Ennemond Bruyère         | -               | -                                                                                         |
|                                          | 1796-1798     | Denis Bullion            | -               | -                                                                                         |
|                                          | 1794-1796     | Joseph Durand            | -               | Maréchal-ferrant au quartier de La Bourgeat                                               |
|                                          | 1792-1794     | Jean Baptiste Bonnevay   | -               | Prêtre assermenté                                                                         |
|                                          | 1790-1792     | François Mayoud          | -               | Aubergiste                                                                                |
| Les données manquantes sont à compléter. |               |                          |                 |                                                                                           |

## Compléments